# روث آلتهایم-اشتیل
روث آلتیم-اشتیل (زادهٔ ۱۶ مارس ۱۹۲۶ در فرست، آلمان - درگذشت 11 ژانویه 2023، مونستر-نیبرگ) تاریخ‌نگار اهل آلمان بود.
او در دانشگاه آزاد برلین تحصیل کرد و در سال ۱۹۵۱ دکترای خود را به راهنمایی فرانتس آلتهایم با موضوع پنج قصیده از دیوان کعب بن زهیر دریافت کرد. از سال ۱۹۵۳ تا ۱۹۶۲ استادیار مؤسسهٔ مطالعات کلاسیک دانشگاه آزاد برلین و از سال ۱۹۶۲ تا ۱۹۶۴ دانشیار مؤسسهٔ مطالعات کلاسیک دانشگاه آزاد برلین بود. در سال ۱۹۶۴ استاد تمام تاریخ باستان در دانشگاه مونستر شد. او و ادیث اِنِن اولین زنانی بودند که در تاریخ جمهوری فدرال آلمان کرسی استادی دریافت کردند.
تحقیقات او بر ساسانیان، اعراب در دوران باستان و دوران باستان متأخر متمرکز است. از دانشجویان دانشگاهی او می‌توان به انگلبرت وینتر و یوزف ویزه‌هوفر اشاره کرد. وی در در سال ۱۹۹۱ بازنشسته شد و نوربرت ارهارت به جای او کرسی‌دار شد.